# Live de Paris
 (mai 2023).
Si vous disposez d'ouvrages ou d'articles de référence ou si vous connaissez des sites web de qualité traitant du thème abordé ici, merci de compléter l'article en donnant les références utiles à sa vérifiabilité et en les liant à la section « Notes et références ».
Live de Paris est un album tres double de Robert Charlebois, sorti en 1977 sur étiquette Kébec-Disque. Cet album est un enregistrement public, réalisé au Palais des congrès de Paris les 7 et 8 décembre 1976.
Robert Charlebois (chant, guitare, piano), Marcel Beauchamp (piano, piano électrique, synthétiseur éminent, guitare électrique), Jean-Marie Benoit (guitare électrique, ukele sur Stardust), Daniel Lessard (basse électrique, piano sur Stardust), Richard Provencal (batterie, percussions), Jimmy Tanaka (percussions, piano électrique, synthétiseur éminent, basse sur Stardust)

## Titres
| No  | Titre                     | Auteur                                            | Durée |
| --- | ------------------------- | ------------------------------------------------- | ----- |
| 1.  | Québec love               | Robert Charlebois, Daniel Gadouas                 | 3:34  |
| 2.  | Lindberg                  | Robert Charlebois, Claude Péloquin                | 4:01  |
| 3.  | CPR blues                 | Robert Charlebois, Claude Péloquin                | 3:48  |
| 4.  | Cartier (Jacques)         | Robert Charlebois, Daniel Thibon                  | 3:57  |
| 5.  | Te v'la                   | Robert Charlebois, Marcel Sabourin                | 1:51  |
| 6.  | Dolores                   | Robert Charlebois                                 | 4:09  |
| 7.  | Punch créole              | Robert Charlebois                                 | 3:26  |
| 8.  | Discobol                  | Robert Charlebois                                 | 2:40  |
| 9.  | Le mur du son             | Robert Charlebois, Mouffe                         | 4:18  |
| 10. | Fu Man Chu I              | Robert Charlebois, Claude Gagnon, Marcel Sabourin | 1:46  |
| 11. | Chu d'dans                |                                                   | 2:00  |
| 12. | Fu Man Chu II             |                                                   | 3:51  |
| 13. | Je reviendrai à Montréal' | Robert Charlebois, Daniel Thibon                  | 3:24  |
| 14. | Mourir de Jeunesse        | Robert Charlebois, Gilles Vigneault               | 3:47  |
| 15. | Conception                | Robert Charlebois                                 | 4:28  |
| 16. | Wasichu                   | Robert Charlebois, Daniel Thibon                  | 2:25  |
| 17. | Mon ami Fidel             | Robert Charlebois                                 | 3:58  |
| 18. | Les ailes d'un ange       | Robert Charlebois                                 | 3:35  |
| 19. | Valentin                  | Robert Charlebois                                 | 2:21  |
| 20. | The frog song             | Jean Chevrier, Robert Charlebois                  | 2:23  |
| 21. | Ordinaire                 | Robert Charlebois, Mouffe, Pierre Nadeau          | 4:55  |
| 22. | Mon pays                  | Robert Charlebois, Réjean Ducharme                | 4:57  |
| 23. | Stardust                  | Hoagy Carmichael, Mitchell Parish                 | 2:18  |